# Biroia ferruginea
Biroia ferruginea är en stekelart som beskrevs av David Timmins Fullaway 1919. 
Biroia ferruginea ingår i släktet Biroia och familjen bracksteklar. Inga underarter finns listade.